# 시모토키다촌
시모토키다촌(下外城田村)은 미에현 와타라이군에 있던 촌이다. 현재의 다마키정의 남서부, 미야강 좌안 및 이세시 아와노정에 해당한다.

## 역사
- 1889년 4월 1일 - 정촌제 시행에 의해 와타라이군 시모토키다촌이 성립하였다.
- 1956년 9월 30일 - 다마키정에 편입해, 동일 시모토키다촌은 폐지되었다.
- 1957년 4월 1일 - 다마키정 중 구촌 지역 일부(오아자 아와노)가 이세시에 편입되었다.

## 교통

### 도로
현재는 구촌 지역에 이세자동차도 다마키 나들목이 있지만, 당시에는 미개통 상태였다.

## 참고문헌
- 가도카와 일본 지명 대사전 24 三重県